# Pembroke (Georgia)
Pembroke is een plaats (city) in de Amerikaanse staat Georgia, en valt bestuurlijk gezien onder Bryan County.

## Demografie
Bij de volkstelling in 2000 werd het aantal inwoners vastgesteld op 2379.
In 2006 is het aantal inwoners door het United States Census Bureau geschat op 2499, een stijging van 120 (5,0%).

## Geografie
Volgens het United States Census Bureau beslaat de plaats een oppervlakte van
19,7 km², geheel bestaande uit land.

## Plaatsen in de nabije omgeving
De onderstaande figuur toont nabijgelegen plaatsen in een straal van 32 km rond Pembroke.